# Otto Schäffer
Otto Schäffer (* 23. März 1826; † 1888) war Oberbürgermeister von Weimar in der Amtszeit 1867–1873.
Ein Otto Schäffer aus Weimar wurde als Auditor bezeichnet. Schaeffer erhielt eine Stiftungsprämie, die für Schulen ausgelobt wurde. Schaeffer war wohl nicht gebürtiger Weimarer, denn er musste sich erst das Weimarer Bürgerrecht erwerben. Im Jahre 1867 bekam Schaeffer das Komthurkreuz des Hausorden vom Weißen Falken verliehen. Bevor Schaeffer Oberbürgermeister in Weimar wurde, war er Bürgermeister in Blankenhain. Im Staatshandbuch für Sachsen-Weimar-Eisenach 1880 ist Schäffer als Bürgermeister a. D. in Eisenach und seine Orden unter der Rubrik juristische Spezialkommissare vermerkt.